# Neolucanus marginatus
Neolucanus marginatus is een keversoort uit de familie vliegende herten (Lucanidae). De wetenschappelijke naam van de soort werd in 1872 gepubliceerd door Charles Owen Waterhouse.